# Taputapuātea
Taputapuātea (tahićanski za „Žrtvovanje izdaleka”) je francuska općina koja zauzima cijelu istočnu polovicu otoka Raiatea na Društvenom otočju koji pripada prekomorskoj zajednici Francuske Polinezije u Oceaniji.

## Zemljopisne odlike
U općini se nalaze tri naselja s lukom: Avera (upravno središte Taputapuatee), Opoa i Puohine. Tri od četiri zaljeva na otoku Raiatei nalaze se u Taputapuatei: Vairahi, Hotopue i najveći Faaroa. Tu su i dva najviša vrha na otoku, Oropiro (824 m) i Tefatua (1.017 m).
Općina je dobila ime po velikom arheološkom kompleksu Taputapuatea mara, za koje se smatra da je bilo vjersko središte cijele istočne Polinezije. God. 2017., Taputapuātea je upisana na UNESCO-ov popis mjesta svjetske baštine u Australiji i Oceaniji kao „izvanredan primjer tisućljetne mā'ohi civilizacije”.
Od 1962. do 1999. god. stanovništvo Taputapuatee se udvostručilo (sa skoro 2.000 do skoro 4.000 stanovnika), da bi prema popisu iz 2012. godine otok imao 4.786 stanovnika.

## Povijest
Taputapuātea se nalazi u tzv. „Polinezijskom trokutu”, golemom području Tihog oceana koje je načičkano otocima i posljednji dio planeta koji su naselili ljudi. Na Taputapuātei se nalazi kompleks marae, političko, obredno i pogrebno središte koje se odlikuje popločanim dvorištem s velikim uspravnim kamenom u središtu. Marae su rašireni širom Polinezije jer Polinežani vjeruju kako se na njima križaju svijet živih i duhovni svijet predaka.
Izvorno je kompleks bio posvećen bogu Ta'aroa, vrhovnom bogu stvoritelju, ali je kasnije preovladalo štovanje boga 'Oroa, vrhovnog boga polinezijskog panteona, boga života i smrti. Prema predaji, potomak boga 'Oroa, Hiro, je izgradio marae i dao mu ime koje znači „Žrtvovanje izdaleka”. Njegov bubanj Ta'imoana je korišten tijekom žrtvovanja ljudi, a bijeli kamen Te Papatea-o-Ru'ea na obližnjoj plaži je bio mjesto gdje su poglavice Ra'iatee dobivali crveno pero maro 'ura. Kameni kip božanstva visine oko 1 m je poznat kao 'Oro-maro-'ura („'Oro od crvenog pera”). Kako se oko 1000. godine proširio kult štovanja 'Oroa, Taputapuātea je postalo mjesto hodočašća. Tu su se sastajali svećenici i moreplovci s cijelog Pacifika kako bi prinijeli žrtve bogovima, ali i kako bi podijelili svoja znanja o podrijetlu svemira i prekomorskim plovidbama.
Savez Ti'ahuauatea je ustanovljen s obližnjim otocima Te Aotea i Te Aouri, kojemu su se pridružili Cookovo Otočje, Australes otočje, Kapukapuakea na Oahu (Havaji) i Taputapuatea na Novom Zelandu. U središtu svakog od ovih mjesta napravljen je marae, počevši od jednog kamena kojega su donijeli s Taputapuatee kao duhovnu poveznicu s glavnim svetištem. Naposljetku je savez prekinut kada je na jednom godišnjem žrtvenom okupljanu svećenika na Taputapuatei izbila svađa i dva glavna svećenika su ubijena.
Oko 1763., ratnici s otoka Bora Bora su napali Raiateu, ubili kralja-svećenika Tupaia i opustošili otok. Prilikom toga uništili su božji dom Taputapuatea, razorili platformu i posijekli zaštitno drveće.
Arheološki ostaci Taputapuatea marae su obnovljeni tek 1994. godine djelovanjem kulturne udruge Na Papa E Va'u Raiatea iz grada Opoa.

## Poveznice
- Rapa Nui
- Moai
- Ahu
- Nan Madol

## Vanjske poveznice
- Video velikog okupljnja na Taputapuatei 1995.  Arhivirana inačica izvorne stranice od 21. kolovoza 2011. (Wayback Machine), Institut de la Communication Audiovisuel (fr.)